# Aarhus Kommune
Aarhus Kommune ist eine dänische Gemeinde im Osten der Region Midtjylland. Sie erstreckt sich über eine Fläche von 467,70 km² und zählt 361.544 Einwohner (Stand 1. Januar 2023). Der Sitz der Verwaltung ist in Aarhus.
Aarhus Kommune wurde im Zuge der Verwaltungsreform von 1970 gebildet und gehörte zum Århus Amt. Die Kommune blieb bei der Verwaltungsreform 2007 erhalten.
Die Kommune entstand durch Zusammenschluss der Stadt Aarhus mit den Landgemeinden Beder-Malling, Borum-Lyngby, Brabrand-Sdr. Årslev, Elev, Elsted, Harlev-Framlev, Hasle, Hjortshøj-Egå, Holme-Tranbjerg, Mårslet, Ormslev-Kolt, Sabro-Fårup, Tilst-Kasted, Todbjerg-Mejlby, Trige, Solbjerg, Vejlby-Risskov, Viby und Åby sowie Teilen der Kirchspiele Skødstrup und Vitved.

## Kirchspielsgemeinden und Ortschaften in der Kommune
Auf dem Gemeindegebiet liegen die folgenden Kirchspielsgemeinden (dän.: Sogn) und Ortschaften mit über 200 Einwohnern  (byområder (dt.: „Stadtgebiete“) nach Definition der Statistikbehörde); Einwohnerzahl am 1. Januar 2023, bei einer eingetragenen Einwohnerzahl von Null hatte der Ort in der Vergangenheit mehr als 200 Einwohner:
| Sogn                | Einwohner | Ortschaft        | Einwohner |
| ------------------- | --------- | ---------------- | --------- |
| Astrup Sogn         | 2.230     | Solbjerg         | 4.710     |
| Beder Sogn          | 4.528     | Beder-Malling    | 9.228     |
| Borum Sogn          | 523       | Borum            | 306       |
| Brabrand Sogn       | 7.885     |                  |           |
| Christians Sogn     | 16.304    |                  |           |
| Egå Sogn            | 5.237     |                  |           |
| Elev Sogn           | 1.955     | Elev             | 1.821     |
| Ellevang Sogn       | 10.731    |                  |           |
| Elsted Sogn         | 4.964     |                  |           |
| Framlev Sogn        | 3.709     |                  |           |
| Fredens Sogn        | 7.292     |                  |           |
| Fårup Sogn          | 891       | Mundelstrup      | 422       |
| Gellerup Sogn       | 9.491     |                  |           |
| Harlev Sogn         | 1.314     | Harlev           | 3.990     |
| Hasle Sogn          | 7.065     |                  |           |
| Helligånds Sogn     | 9.269     |                  |           |
| Hjortshøj Sogn      | 3.904     | Hjortshøj        | 3.619     |
| Holme Sogn          | 10.191    |                  |           |
| Hvilsted Sogn       | 386       |                  |           |
| Kasted Sogn         | 189       |                  |           |
| Kolt Sogn           | 7.628     |                  |           |
| Langenæs Sogn       | 6.720     |                  |           |
| Lisbjerg Sogn       | 1.509     | Lisbjerg         | 1.352     |
| Lyngby Sogn         | 198       |                  |           |
| Lystrup Sogn        | 5.261     | Lystrup          | 10.213    |
| Malling Sogn        | 6.109     |                  |           |
| Mejlby Sogn         | 611       | Mejlby           | 394       |
| Møllevang Sogn      | 9.333     |                  |           |
| Mårslet Sogn        | 5.903     | Mårslet          | 5.162     |
| Ormslev Sogn        | 5.936     | Ormslev          | 370       |
| Ravnsbjerg Sogn     | 8.723     |                  |           |
| Risskov Sogn        | 8.445     |                  |           |
| Sabro Sogn          | 3.433     | Sabro            | 3.308     |
| Sankt Johannes Sogn | 12.174    |                  |           |
| Sankt Lukas Sogn    | 10.383    |                  |           |
| Sankt Markus Sogn   | 8.908     |                  |           |
| Sankt Pauls Sogn    | 10.087    |                  |           |
| Skejby Sogn         | 978       |                  |           |
| Skjoldhøj Sogn      | 7.626     |                  |           |
| Skødstrup Sogn      | 9.820     | Løgten Studstrup | 8.651 826 |
| Skåde Sogn          | 10.524    |                  |           |
| Spørring Sogn       | 1.200     | Spørring         | 1.067     |
| Sønder Årslev Sogn  | 984       |                  |           |
| Tilst Sogn          | 10.659    |                  |           |
| Tiset Sogn          | 2.821     |                  |           |
| Todbjerg Sogn       | 1.549     | Hårup Todbjerg   | 884 < 200 |
| Tranbjerg Sogn      | 9.692     |                  |           |
| Trige Sogn          | 3.589     | Trige            | 3.224     |
| Tulstrup Sogn       | 183       |                  |           |
| Vejlby Sogn         | 10.079    |                  |           |
| Viby Sogn           | 8.614     |                  |           |
| Vitved Sogn         | 979       |                  |           |
| Vor Frue Sogn       | 18.672    |                  |           |
| Ølsted Sogn         | 196       |                  |           |
| Åby Sogn            | 13.236    |                  |           |
| Aarhus Domsogn      | 17.821    |                  |           |
|                     |           | Aarhus           | 290.598   |

1. 1 2 3 4 5 6  Die Ortschaft Solbjerg erstreckt sich über die Sogne Astrup Sogn, Tulstrup Sogn, Hvilsted Sogn, Tiset Sogn und Vitved Sogn.
2. 1 2 3  Die Ortschaft Beder-Malling erstreckt sich über die Sogne Beder Sogn und Malling Sogn.
3. ↑  Die Einwohnerzahl von Todbjerg lag 2020 erstmals unter 200.

## Entwicklung der Einwohnerzahlen
| Jahr      | 1980    | 1985    | 1990    | 1995    | 1999    | 2000    | 2003    | 2004    | 2005    | 2006    | 2008    | 2010    | 2023    |
| --------- | ------- | ------- | ------- | ------- | ------- | ------- | ------- | ------- | ------- | ------- | ------- | ------- | ------- |
| Einwohner | 244.839 | 252.071 | 261.437 | 277.477 | 283.673 | 284.846 | 291.258 | 293.510 | 294.954 | 295.513 | 298.538 | 306.650 | 361.544 |

(jeweils zum 1. Januar)

## Bürgermeister
- 1971–1981 Orla Hyllested, Socialdemokraterne
- 1982–1997 Thorkild Simonsen, Socialdemokraterne
- 1997–2001 Flemming Knudsen, Socialdemokraterne
- 2002–2005 Louise Gade, Venstre
- 2006–2011 Nicolai Wammen, Socialdemokraterne
- seit 2011 Jacob Bundsgaard, Socialdemokraterne

## Partnerstädte
Die Aarhus Kommune unterhält folgende Städtepartnerschaften:
- Norwegen: Bergen
- Schweden: Göteborg
- Finnland: Turku
- Volksrepublik China: Harbin
- Volksrepublik China: Shanghai